# Anastasiya Kocherzhova
Anastasiya Kocherzhova –en ruso, Анастасия Кочержова– (Angarsk, 16 de octubre de 1990) es una deportista rusa que compitió en bobsleigh. Ganó una medalla de plata en el Campeonato Europeo de Bobsleigh de 2017, en la prueba doble.

## Palmarés internacional
| Campeonato Europeo | Campeonato Europeo    | Campeonato Europeo | Campeonato Europeo |
| Año                | Lugar                 | Medalla            | Prueba             |
| ------------------ | --------------------- | ------------------ | ------------------ |
| 2017               | Winterberg (Alemania) | Medalla de plata   | Doble              |